# Olympische Sommerspiele 1952/Teilnehmer (Spanien)
| Gelbes Symbol für Goldmedaillen mit stilisierten Olympischen Ringen | Graues Symbol für Silbermedaillen mit stilisierten Olympischen Ringen | Braundes Symbol für Bronzemedaillen mit stilisierten Olympischen Ringen |
| ------------------------------------------------------------------- | --------------------------------------------------------------------- | ----------------------------------------------------------------------- |
| —                                                                   | 1                                                                     | —                                                                       |

Spanien nahm an den Olympischen Sommerspielen 1952 in der finnischen Hauptstadt Helsinki mit 27 männlichen Sportlern an 21 Wettbewerben in 7 Sportarten teil.
Seit 1900 war es die siebte Teilnahme eines spanischen Teams an Olympischen Sommerspielen.

## Flaggenträger
Der Ruderer Luis Omedes Calonja trug die Flagge Spaniens während der Eröffnungsfeier im Olympiastadion.

## Medaillengewinner
Mit einer gewonnenen Silbermedaille belegte das spanische Team Platz 34 im Medaillenspiegel.

### Silber
| Name       | Sportart | Wettbewerb            |
| ---------- | -------- | --------------------- |
| Ángel León | Schießen | Freie Scheibenpistole |

## Teilnehmer nach Sportarten

### Reiten
Springreiten, Einzel
- Jaime García
Finale: 20,00 Fehlerpunkte, Rang 16
1. Durchgang: 12,00 Fehlerpunkte, Rang 21
2. Durchgang: 08,00 Fehlerpunkte, Rang 13

- Marcelino Gavilán
Finale: 27,25 Fehlerpunkte, Rang 30
1. Durchgang: 20,25 Fehlerpunkte, Rang 39
2. Durchgang: 07,00 Fehlerpunkte, Rang 12

- Manuel Ordovas
Finale: 20,00 Fehlerpunkte, Rang 16
1. Durchgang: 08,00 Fehlerpunkte, Rang 12
2. Durchgang: 12,00 Fehlerpunkte, Rang 25

Springreiten, Mannschaft
- Jaime García, Marcelino Gavilán und Manuel Ordovas
Finale: 67,25 Fehlerpunkte, Rang 10
1. Durchgang: 40,25 Fehlerpunkte, Rang 11
2. Durchgang: 27,00 Fehlerpunkte, Rang 04

Vielseitigkeit, Einzel
- Fernando López
Finale: 478,33 Fehlerpunkte, Rang 34
Dressur: 190,33 Fehlerpunkte, Rang 59
Geländeritt: 268,00 Fehlerpunkte, Rang 35
Springen: 20,00 Fehlerpunkte, Rang 24

- Joaquín Nogueras
Finale: Wettkampf nicht beendet
Dressur: 151,33 Fehlerpunkte, Rang 35
Geländeritt: Wettkampf nicht beendet
Springen: Wettkampf nicht beendet

- Beltrán Alfonso Osorio
Finale: 118,00 Fehlerpunkte, Rang 12
Dressur: 186,00 Fehlerpunkte, Rang 57
Geländeritt: 78,00 Punkte, Rang 3
Springen: 10,00 Fehlerpunkte, Rang 10

Vielseitigkeit, Mannschaft
- Fernando López, Joaquín Nogueras und Beltrán Alfonso Osorio
Finale: Wettkampf nicht beendet
Dressur: 527,66 Fehlerpunkte
Geländeritt: Wettkampf nicht beendet
Springreiten: Wettkampf nicht beendet

### Rudern
Einer
- Juan Omedes
Vorläufe: in Lauf 1 (Rang 4) mit 8:03,1 min nicht direkt für die Halbfinalläufe qualifiziert
Vorläufe, Hoffnungsläufe: in Lauf 2 (Rang 3) mit 7:45,1 min nicht für die Halbfinalläufe qualifiziert

Vierer mit Steuermann
- Salvador Costa, Francisco Gironella, Pedro Massana, Luis Omedes Calonja und Miguel Palau
Vorläufe: in Lauf 1 (Rang 4) mit 7:25,5 min nicht direkt für die Halbfinalläufe qualifiziert
Vorläufe, Hoffnungsläufe: in Lauf 2 (Rang 3) mit 7:06,9 min nicht für die Halbfinalläufe qualifiziert

### Schießen
Freie Scheibenpistole
- Ángel León
Finale: 550 Ringe, Rang 2 
1. Runde: 92 Ringe, Rang 03
2. Runde: 93 Ringe, Rang 05
3. Runde: 92 Ringe, Rang 06
4. Runde: 92 Ringe, Rang 02
5. Runde: 89 Ringe, Rang 15
6. Runde: 92 Ringe, Rang 08

Schnellfeuerpistole
- Emilio Álava
Finale: 568 Ringe, 60 Treffer, Rang 13
1. Runde: 289 Ringe, 30 Treffer, Rang 03
2. Runde: 279 Ringe, 30 Treffer, Rang 24

Tontaubenschießen
- Rafael de Juan
Finale: 173 Punkte, Rang 27
1. Runde: 82 Punkte, Rang 30
2. Runde: 91 Punkte, Rang 18

- Antonio Vega
Finale: 164 Punkte, Rang 33
1. Runde: 80 Punkte, Rang 32
2. Runde: 84 Punkte, Rang 31

### Schwimmen
100 m Freistil
- Ricardo Conde
Vorläufe: in Lauf 1 (Rang 6) mit 1:02,6 min nicht für die Halbfinalläufe qualifiziert

- Roberto Queralt
Vorläufe: in Lauf 6 (Rang 4) mit 1:01,6 min nicht für die Halbfinalläufe qualifiziert

400 m Freistil
- Enrique Granados
Vorläufe: in Lauf 3 (Rang 4) mit 4:52,7 min für die Halbfinalläufe qualifiziert
Halbfinale: in Lauf 3 (Rang 7) mit 4:56,2 min nicht für das Finale qualifiziert

1500 m Freistil
- Enrique Granados
Vorläufe: in Lauf 6 (Rang 4) mit 19:45,9 min nicht für das Finale qualifiziert

### Segeln
Finn Dinghy
- Ramón Balcells Rodón
Finale: 3644 Punkte, Rang 10
1. Rennen: 0645 Punkte, 1:21:32 h, Rang 08
2. Rennen: Rennen nicht beendet
3. Rennen: 1071 Punkte, 1:23:14 h, Rang 03
4. Rennen: 0133 Punkte, 1:29:47 h, Rang 26
5. Rennen: 1247 Punkte, 1:28:44 h, Rang 02
6. Rennen: Rennen nicht beendet
7. Rennen: 0548 Punkte, 1:28:15 h, Rang 10

### Turnen
Einzelmehrkampf
- Joaquín Blume
Finale: 107,90 Punkte (53,85 Punkte Pflicht – 54,05 Punkte Kür), Rang 56
Barren: 18,10 Punkte (9,00 Punkte Pflicht – 9,10 Punkte Kür), Rang 60
Bodenturnen: 18,45 Punkte (9,20 Punkte Pflicht – 9,25 Punkte Kür), Rang 29
Pferdesprung: 18,20 Punkte (9,30 Punkte Pflicht – 8,90 Punkte Kür), Rang 73
Reck: 18,45 Punkte (9,15 Punkte Pflicht – 9,30 Punkte Kür), Rang 40
Ringe: 18,45 Punkte (9,20 Punkte Pflicht – 9,25 Punkte Kür), Rang 38
Seitpferd: 16,25 Punkte (8,00 Punkte Pflicht – 8,25 Punkte Kür), Rang 101

### Wasserball
- Juan Abellán, Josep Bazán, Francisco Castillo, Ricardo Conde, Agustín Mestres, Roberto Queralt, Leandro Ribera Abad und Antonio Subirana
1. Qualifikationsrunde: 3:2 (2:0)-Sieg gegen  Brasilien, für die Vorrunde qualifiziert
Vorrunde, Gruppe D: Rang 2, für die Halbfinalrunde qualifiziert
4:5 (2:3)-Niederlage gegen  Belgien
3:1 (1:0)-Sieg gegen  Südafrika
6:4 (4:1)-Sieg gegen Brasilien
Halbfinalrunde, Gruppe E: Rang 4, für die Spiele um Platz 5 bis 8 qualifiziert
1:2 (1:1)-Niederlage gegen  Italien
4:6 (2:2)-Niederlage gegen die  Vereinigten Staaten
Finalrunde um Platz 5 bis 8: Rang 4, gesamt Rang 8
3:4 (2:2)-Niederlage gegen die  Sowjetunion
1:7 (0:4)-Niederlage gegen die  Niederlande